# دد ربیت
دِد رَبیت (انگلیسی: The Dead Rabbit؛ ترجمهٔ تحت‌اللفظی: خرگوش مُرده) «خواربار و مشروب‌فروشی دِد رَبیت» هم شناخته می‌شود، یک بار کوکتل‌های دست‌ساز در منطقه اقتصادی، منهتن نیویورک است. این بار در سال ۲۰۱۳ در محل خود در خیابان واتر تأسیس شد. آن را به عنوان یک «امپراتوری کوکتل» افتتاح شد که عادات نوشیدنی نیویورکی‌های قرن ۱۹ را برگرداند.
این مؤسسه در سال ۲۰۱۶ به عنوان بهترین بار در جهان رتبه‌بندی شد. همچنین در مسابقه «حکایت‌های کوکتل» نیز به عنوان بهترین بار جهان معرفی شد.
دِد رَبیت در سال ۲۰۲۲، برنامه‌های خود را برای افتتاح مکان‌هایی در نیواورلئان و آستین و همچنین شعبه‌ای فرعی در چارلستون اعلام کرد. یکی از صاحبان بار با مدیر نوشیدنی خود برای تأسیس بار چارلستون همکاری خواهد کرد، در حالی که همچنان شریک خاموش دِد رَبیت باقی خواهد بود. یک مدیر جدید نوشیدنی برای بار دِد رَبیت اعلام خواهد شد.
ساختمان دِد رَبیت سه طبقه دارد، از جمله یک اتاقک در طبقه همکف با نوشیدنی‌های معمولی، یک سالن طبقه دوم با کوکتل‌های دست‌ساز، و یک اتاق خصوصی در طبقه سوم برای مهمانی‌ها.